# Congolese Partij van de Arbeid
De Congolese Partij van de Arbeid (PCT, Frans: Parti Congolais du Travail) is een politieke partij in Congo-Brazzaville. De partij werd in 1969 opgericht door majoor Marien Ngouabi, die in 1968 via een staatsgreep in Congo-Brazzaville aan de macht was gekomen. De PCT was pro-Sovjet en marxistisch-leninistisch, maar tijdens het presidentschap van Dennis Sassou-Nguesso (1979-1992) geraakte het marxistisch-leninistisch gedachtegoed op de achtergrond en werd het kapitalisme geaccepteerd (begin jaren 90).
Bij de verkiezingen van 1991 en 1992 leed de PCT duidelijke nederlagen. Sinds Sassou-Nguesso in 1997 via een staatsgreep opnieuw aan de macht is gekomen, is de PCT de regeringspartij in Congo-Brazzaville. Sinds 2006 is de sociaaldemocratie de formele ideologie van de partij. Een duidelijke ideologische profilering ontbreekt echter. De partij slaagt erin brede groepen in de samenleving aan zich te binden (waaronder zakenlieden, nieuwe elite, maar ook boeren, arbeiders en kleine zelfstandigen) en geldt eigenlijk als niet-ideologisch. Binnen het politbureau is een machtsstrijd gaande tussen aanhangers van een snelle liberalisering van de economie en zij die dit proces proberen af te remmen.